# Northtown Yard

Der Northtown Yard ist ein Rangierbahnhof der BNSF Railway im Norden von Minneapolis, der sich am Ostufer des Mississippi über fünf Kilometer vom Stadtbezirk Northeast Minneapolis bis nach Fridley im Norden erstreckt. Er geht auf einen Güter- und Rangierbahnhof der Northern Pacific Railway aus den 1910er Jahren zurück, der nach der Fusion zur Burlington Northern Railroad in den 1970er Jahren zu einem der größten Rangierbahnhöfe in den USA ausgebaut wurde. Von den ehemals 64 Richtungsgleisen sind nur noch 48 vorhanden und 2018 wurden hier am Tag durchschnittlich 14 Züge neu zusammengestellt, wobei aber insgesamt bis zu 50 Züge den Rangierbahnhof täglich passieren.

## Geschichte

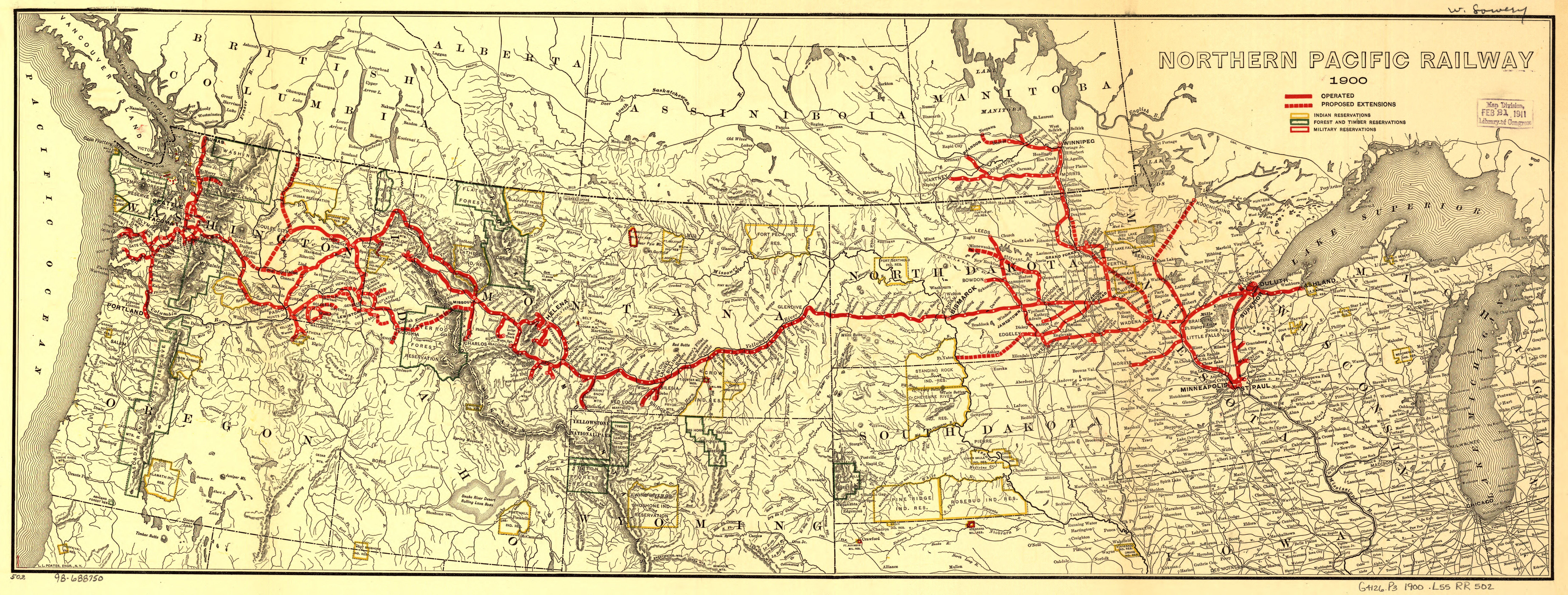
Streckennetz der Northern Pacific Railway um 1900, Minneapolis/St. Paul rechts unten

Anfang des 20. Jahrhunderts bildeten die Twin-Cities Minneapolis-Saint Paul das südöstliche Ende des Streckennetzes der Northern Pacific Railway. Mit der Zunahme des Frachtverkehrs entwickelte sich die Region zu einem wichtigen Knotenpunkt zwischen den Eisenbahnnetzen zur Ost- und Westküste sowie in Richtung Süden zum Golf von Mexiko. Die Northern Pacific plante daher nach der Jahrhundertwende oberhalb von Minneapolis den Bau eines Güter- und Rangierbahnhofs, der bis Ende der 1910er Jahre am Ostufer des Mississippi in Northtown errichtet wurde.
Im Jahre 1970 fusionierte die Northern Pacific mit mehreren anderen Eisenbahngesellschaften zur Burlington Northern Railroad (BN), die die vielen kleinen Güter- und Rangierbahnhöfe der einzelnen Vorgängergesellschaften in den Twin-Cities zu einem Rangierbahnhof zusammenfasste. Zwischen 1971 und 1976 entstand für 43 Mio. US-Dollar auf dem Gelände des Northtown Yard der größte Rangierbahnhof im Netz der BN, der neben einem Flachbahnhof mit 64 Richtungsgleisen auch mit großen Wartungshallen für Diesellokomotiven und Güterwagen ausgestattet wurde. Mit dem Zusammenschluss der BN und der Atchison, Topeka and Santa Fe Railway (AT&SF) zur BNSF Railway 1995 musste der Northtown Yard seine Stellung im neu geschaffenen Netz an den Argentine Yard der AT&SF in Kansas City abtreten.
Passierten Ende der 1990er Jahre noch täglich bis zu 100 Züge den Rangierbahnhof, so halbierte sich die Anzahl bis 2018, wobei davon nur durchschnittlich 14 Züge mit bis zu 100 Güterwagen hier neu zusammengestellt werden, der Rest entfällt auf Blockzüge für Massengut, für die kein Bedarf an Unterwegsbehandlungen anfällt.

## Beschreibung

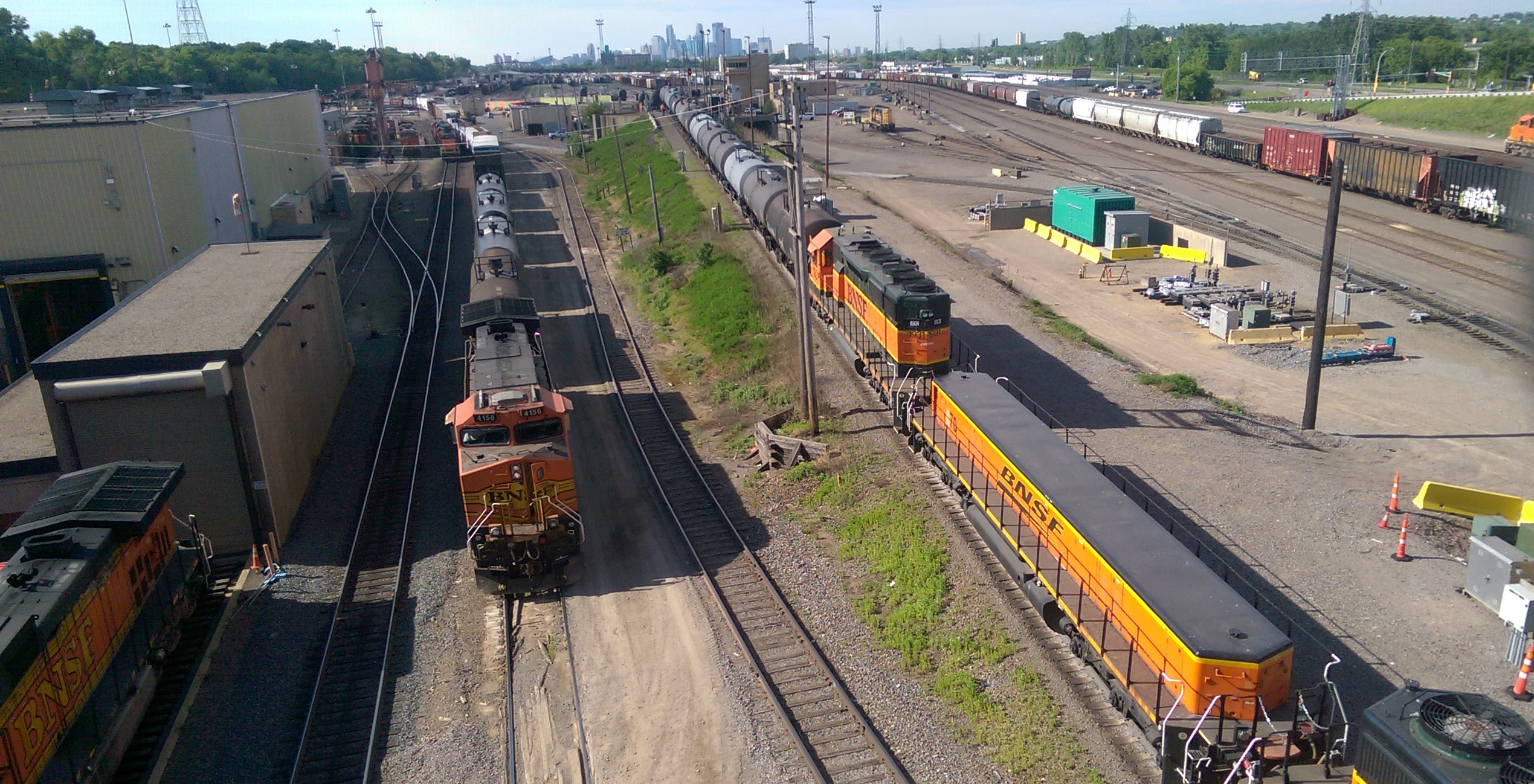
Eine Rangierlokomotive mit Slug beim Abdrücken über den Ablaufberg 2017

Von Nord nach Süd gliederte sich der Rangierbahnhof ursprünglich in eine Einfahrgruppe mit 12 Gleisen, den Ablaufberg mit der anschließenden Richtungsharfe bestehend aus acht Gruppen mit jeweils acht Gleisen und eine Nachordnungsgruppe mit 27 Gleisen; die Ausfahrgruppe mit neun Gleisen befindet sich westlich der Richtungsharfe. Mit dem Rückgang der behandelten Güterwagen Anfang des 21. Jahrhunderts von täglich 2000 auf nur noch 600, wurden zwei Gruppen der Richtungsharfe stillgelegt und teilweise zurückgebaut, die Anzahl der Richtungsgleise reduzierte sich dadurch von ehemals 64 auf 48.
An den Enden der Richtungsharfe befinden sich auf der Ostseite Wartungshallen für Diesellokomotiven und Güterwagen mit vier bis fünf durchgehenden Gleisen. Auf der Westseite des Rangierbahnhofs verläuft zudem die Northstar Line des Regionalverkehrs zwischen Minneapolis und Big Lake und im Süden kreuzen Strecken der Canadian Pacific Railway (CPR) den Rangierbahnhof, die unter anderem in den benachbarten Shoreham Yard der CPR münden.